# Polino
Polino là một đô thị ở tỉnh Terni trong vùng Umbria của Ý, có cự ly khoảng 70 km về phía đông nam của Perugia và khoảng 15 km về phía đông của Terni. Tại thời điểm ngày 31 tháng 12 năm 2004, đô thị này có dân số 275 người và diện tích là 19,5 km².
Polino giáp các đô thị: Arrone, Ferentillo, Leonessa, Morro Reatino, Rivodutri.